# Bastion

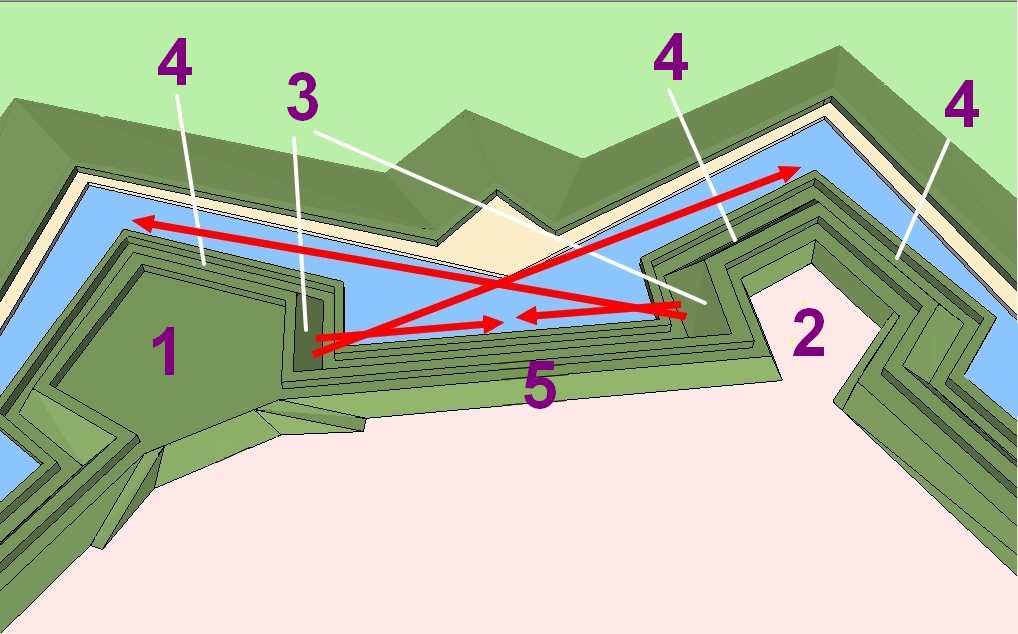
Bastiony (1,2); obrona czół (4) i kurtyny (5) ogniem bocznym z barków (3)

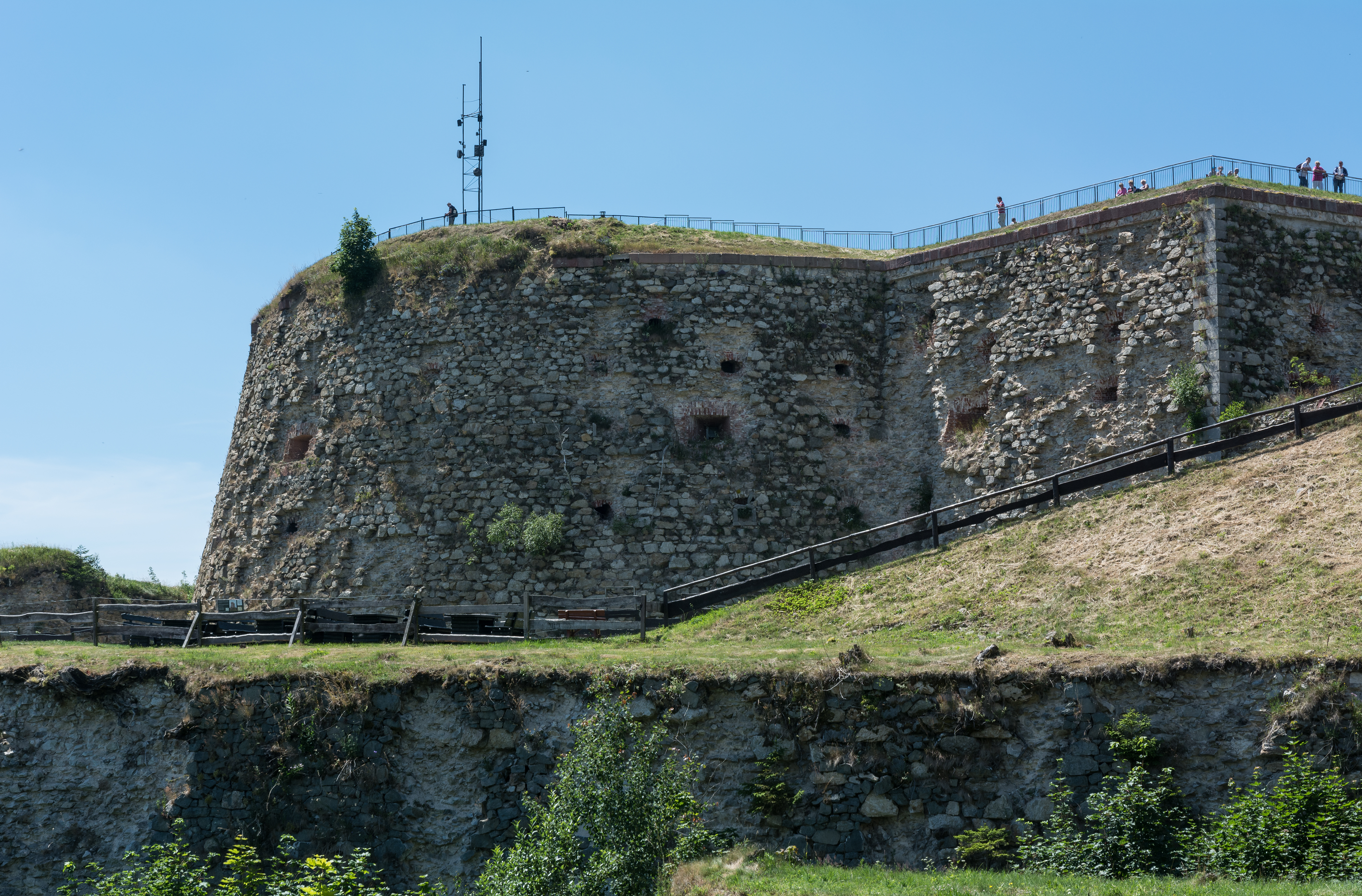
Bastion Dolny w twierdzy Srebrna Góra

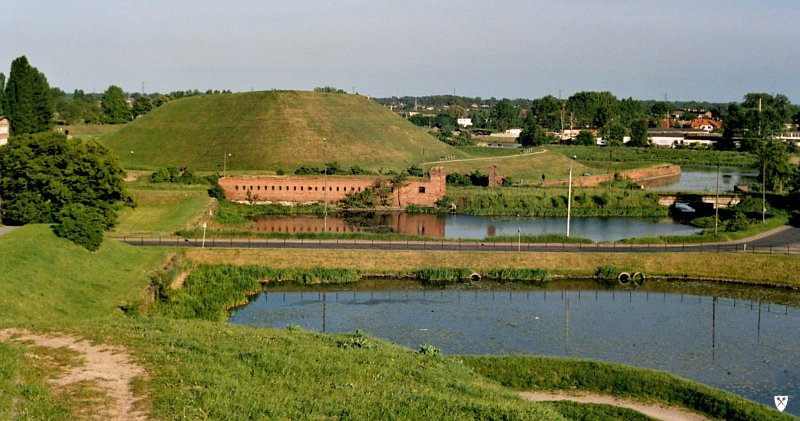
Bastion Żubr w Gdańsku

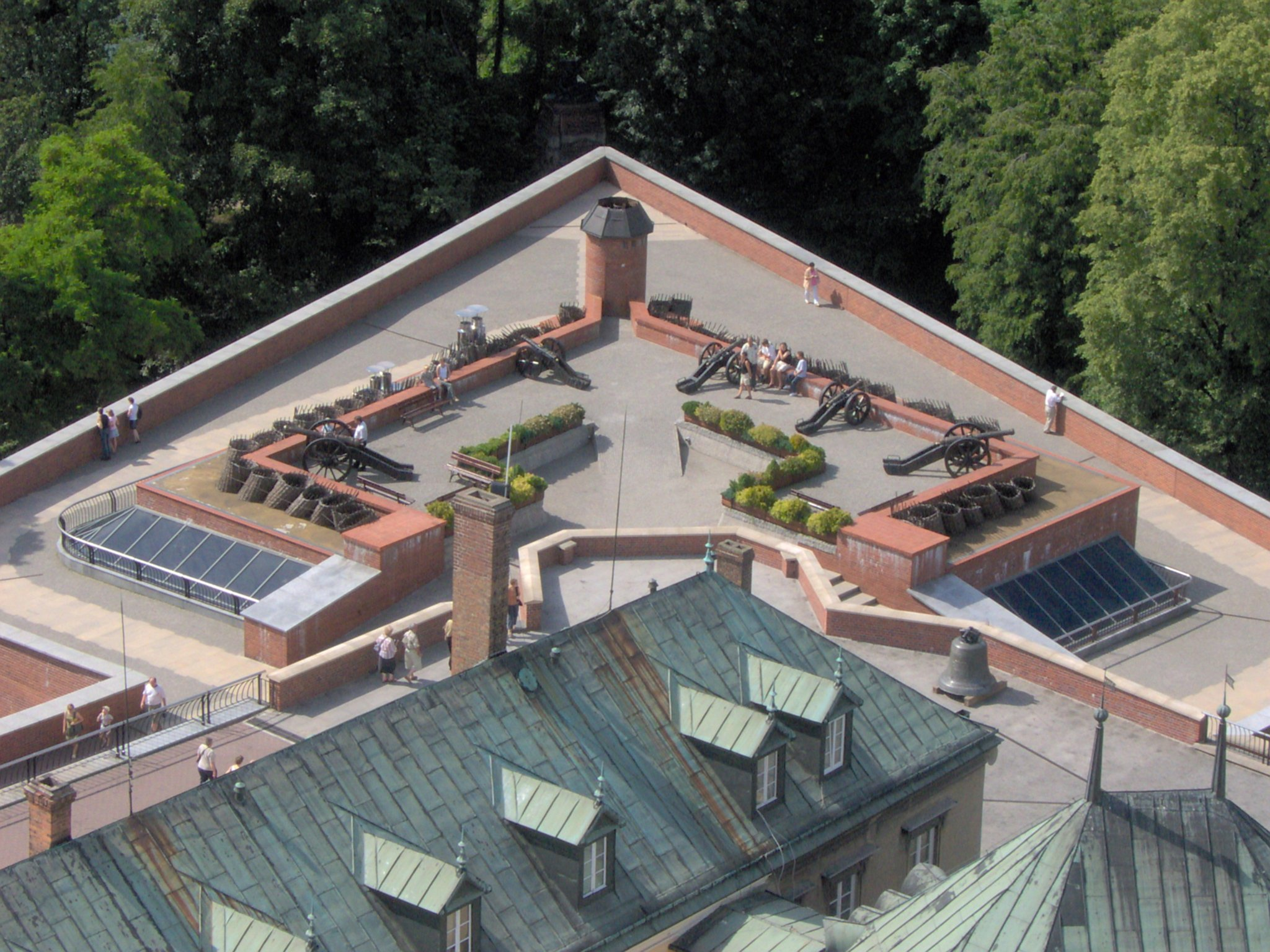
Bastion św. Rocha na Jasnej Górze

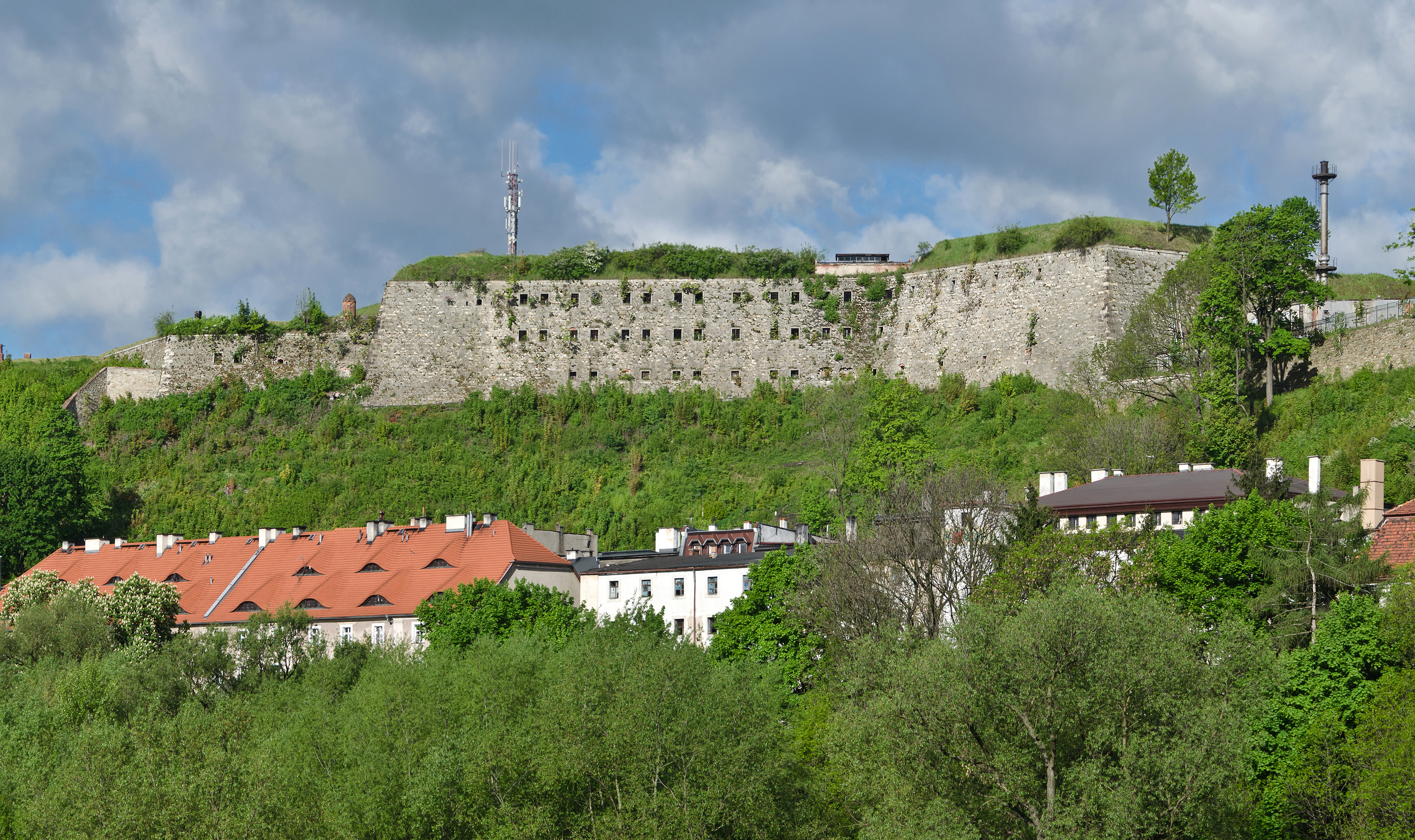
Bastiony twierdzy Kłodzko

Bastion – podstawowy element umocnień w dawnych fortyfikacjach o narysie bastionowym, wznoszony na załamaniach obwałowania twierdzy (na wysuniętych narożnikach). Wywodzi się z wcześniej stosowanych bastei. Bastiony jako element fortyfikacji były używane od połowy XVI do połowy XIX wieku.
Występują w twierdzach na planie trójkąta, romboidu lub pięcioboku o otwartej podstawie. Dwa najbardziej wysunięte boki tworzyły narożnik zwany węgłem. Boki stykały się pod kątem zawartym zwykle pomiędzy 60° a 120°. Bastiony połączone były kurtynami. Odległość między bastionami była uwarunkowana zasięgiem armat i wynosiła zazwyczaj nie więcej niż dwukrotność skutecznego ognia. W przypadku mniejszych twierdz wystarczały przeważnie cztery bastiony na rogach budowli, natomiast w przypadku miast konieczne było budowanie dodatkowych umocnień. Część bastionu od strony nieprzyjaciela nazywano czołem, boczne części barkami, a podstawę pięcioboku (od wewnętrznej strony twierdzy) szyją. W zewnętrznej ścianie bastionu mogła się mieścić kryta galeria ze strzelnicami dla broni ręcznej.
Geometrię bastionu wykreślano w taki sposób, aby z barków bastionu możliwy był ostrzał flankowy wzdłuż czół sąsiednich bastionów. Dzięki temu bastion wyeliminował wadę bastei,  martwe pola – fragmenty terenu przy samym murze bastei, zasłonięte przez nią samą od ognia.
Fortyfikacje tego typu pojawiły się we Włoszech w XVI wieku. Przyczyną ich budowania stał się rozwój ciężkiej artylerii fortecznej. Wielkie działa na długich lawetach nie mogły być umieszczane ani na murach, ani nawet na dotychczas wznoszonych bastejach, ze względu na własne wymiary i siłę odrzutu. W XVII wieku barki przy szyi bastionu zostały cofnięte, a ich czoło zostało zaokrąglone i umocnione (tzw. uchem). Bastiony nisko położone budowano jako pełne i zaopatrywano w nadszaniec (kawalier), co umożliwiało obserwację i ostrzał. Bastiony stanowiły główny punkt obrony całego wieloboku fortecznego. Na ich szczycie (na barkach) lub wewnątrz (w kazamatach) ustawiano działa, służące do ostrzału przedpola oraz wzdłuż kurtyn i fos. W środku bastionów mogły się znajdować magazyny prochowe.
Zewnętrzne ściany bastionów, w przeciwieństwie do dawniejszych umocnień o murach wznoszących się niemal idealnie pionowo, były często pochylone pod kątem w celu zwiększenia odporności na ostrzał. Ze względu na duże rozmiary bastiony bardzo trudno było zburzyć przy użyciu ognia artyleryjskiego. Szybkostrzelność ówczesnych dział była bardzo niska, a siła przebicia kul stosunkowo niewielka wobec kamiennych lub ceglanych murów. Skutecznym sposobem niszczenia tak dużych umocnień było stosowanie podkopów i min, umieszczanych bezpośrednio pod zewnętrznym murem budowli obronnej.
Rozwój artylerii oblężniczej wymusił zmiany w budownictwie obronnym. Do bastionów głównych dodano pomocnicze dzieła fortyfikacyjne: raweliny, czyli niższe, trójkątne stanowiska artyleryjskie, pełniące niekiedy funkcję bezpośredniej osłony wejścia do twierdzy. W dziewiętnastym wieku rolę dawnych bastionów zaczęły odgrywać wysunięte w kierunku przedpola osobne forty. Wiązało się to ze znacznym zwiększeniem zasięgu dział, jak również z rozrastaniem się ufortyfikowanych miast, które otaczano (jak na przykład Kraków) kolejnymi pierścieniami budowli fortyfikacyjnych.
Budowa bastionów, będących konstrukcjami o wiele większymi pod względem kubatury od dawniejszych baszt mimo mniejszej z reguły wysokości, była bardzo kosztowna i długotrwała. Stąd między innymi na ziemiach polskich stawiano niewiele nowoczesnych twierdz bastionowych. Na ich zakładanie mogli sobie pozwolić tylko magnaci (jak Jan Zamoyski) lub najbogatsze miasta (jak Gdańsk). Planowanie twierdzy było też uzależnione od topografii terenu. Tam gdzie z braku miejsca nie można było wznieść pełnowymiarowych bastionów stosowano – jak w zamku na Wawelu – kleszczowy system umocnień.

## Przykłady
Przykładami fortyfikacji bastionowych są twierdza na Jasnej Górze w Częstochowie i forteca Vyšehrad w Pradze. Najpotężniejsze fortyfikacje bastionowe w Polsce zostały wzniesione w Gdańsku i Zamościu. Fortyfikacje Zamościa, tworzące nieregularny, wydłużony wielobok, wzmacniało siedem bastionów. Dwa bastiony były podstawą obrony dolnego zamku w Kamieńcu Podolskim. Pięć regularnych bastionów otacza znajdujący się obecnie w ruinie pałac Krzyżtopór w Ujeździe w Świętokrzyskiem.